# Wesley Sonck
Wesley Sonck, född 9 augusti 1978 i Ninove, Belgien, är en belgisk före detta fotbollsspelare, som spelade som anfallare. Han var skyttekung i Jupiler League säsongen 2001/2002 med 30 mål samt säsongen 2002/03 med 24 mål.
Sonck har bland annat spelat för belgiska Genk (1999–2003), holländska Ajax (2003–2004) och tyska Borussia Mönchengladbach (2005–2007). Han har även spelat för Belgiens landslag.

## Klubbkarriär

### Tidig karriär
Sonck började sin karriär i belgiska RWD Molenbeek. Han avslutade sin tid där med 11 mål på 33 matcher.
Då han spelade för Genk fick Sonck sitt genombrott. Han blev skyttekung i den belgiska ligan två säsonger i följd, 2001/2002 med 30 mål och säsongen 2002/2003 med 24 mål. Han tilldelades dessutom 2001 den belgiska guldskon för bäste spelare i Jupiler League. Den senare säsongen gjorde Sonck dubbelt hattrick, sex mål, i en 9-0-seger mot Mechelen.

## Landslagskarriär
Sonck spelade 54 matcher för Belgien och gjorde på dem 24 mål. Han var med i landets trupp till VM 2002 och gjorde ett mål i turneringen, mot Ryssland i gruppspelet.